# Anni Vinicià
Anni Vinicià (en llatí Annius Vinicianus) va ser un senador romà del segle i.
A la mort de Calígula fou proposat pel tron, però els pretorians van proclamar a Claudi. Va conspirar contra Claudi l'any 42 amb ajut de Furi Camil Escribonià, governador de Dalmàcia, ja que no disposava de suport militar mentre el governador tenia el comandament d'algunes legions. Escribonià va prometre restaurar la república i Claudi estava disposat a abdicar, però finalment va recuperar el valor, va donar diners al soldats (especialment la Legio VII i la Legio XI) i va dictar diverses penes de mort (entre elles un pretor, al que prèviament va fer renunciar). Avortat el complot molts dels implicats es van suïcidar, entre els quals Vinicià.